# Liposarcoma
Il  liposarcoma  è la forma maligna del lipoma, è una neoplasia del tessuto adiposo, può comparire in qualunque parte del corpo. A differenza della sua forma benigna il liposarcoma compare più in profondità, al tatto figura essere duro ed elastico. Si manifestano più frequentemente in addome (in sede retroperitoneale), ma si possono sviluppare anche nel collo, nel subendocardio o nel subpericardio e anche in altre parti del corpo.

## Sintomatologia
Nelle fasi iniziali può essere asintomatico. Il dolore viene percepito di solito quando la lesione aumenta di volume.

## Epidemiologia
La sua diffusione è più rara rispetto alla forma benigna e solitamente colpisce persone intorno al quinto-settimo decennio di età.

## Esami

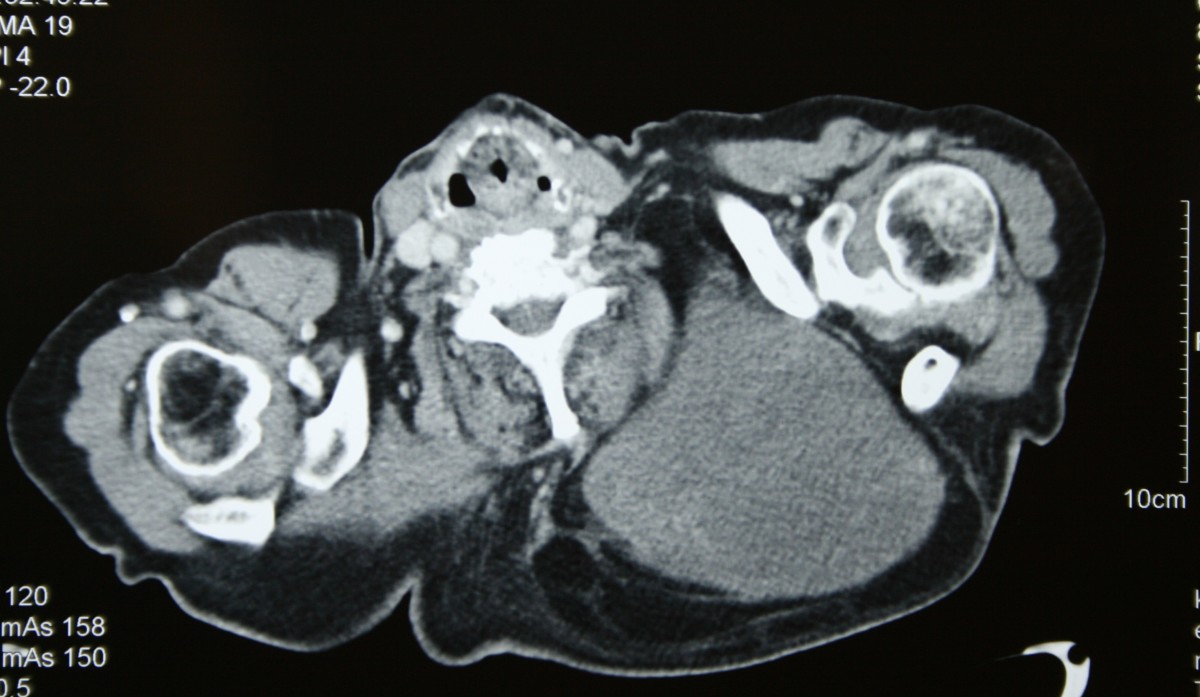
Immagine TC di un probabile liposarcoma

Il primo esame di elezione per la diagnosi è l'ecografia dove si apprezza una massa iperecogena disomogenea, con margini mal definiti e possibili lobulazioni. La risonanza magnetica, esame di secondo livello, si esegue dopo aver individuato la massa all'ecografia. Si osserva un aspetto disomogeneo, possibili tralci fibrotici e si riscontra una iperintensità in T1
In seguito la conferma viene formulata mediante esame istologico del tessuto, cioè con una biopsia o con la biopsia escissionale. La biopsia viene fatta tramite agobiopsia, con ago tranciante, ecoguidata, e questo esame consente di porre diagnosi di certezza, e di fare un grading e una stadiazione della malattia. Nel reperto bioptico vengono spesso riscontrati lipoblasti; si tratta di cellule con un abbondante citoplasma chiaro multi-vacuolato.
Hanno un ruolo più marginale nella diagnosi: la radiografia che fornisce alcuni indizi sulla diagnosi, se sono presenti eventuali calcificazioni, e la tomografia computerizzata,  Nel caso di una localizzazione cardiaca si procede con: l'ecocardiografia, che evidenzia la massa intramurale nel miocardio e l'angiografia, in passato molto utilizzata per la diagnosi ora sostituito da un esame più preciso, l'ecocardiografia.

## Terapie
Il trattamento prevede l'intervento chirurgico con escissione completa, e chemioterapia adiuvante in funzione dello stadio della malattia.